# لوکا کولومبو (دوچرخه‌سوار)
لوکا کولومبو (ایتالیایی: Luca Colombo؛ زادهٔ ۳۰ ژانویهٔ ۱۹۶۹) دوچرخه‌سوار اهل ایتالیا است.
وی در مسابقات کشوری و بین‌المللی در مجموع برندهٔ ۱ مدال نقره شده‌است.